# Чакачакаре

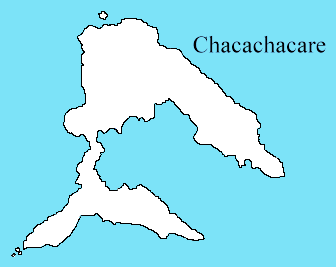
Карта острова Чакачакаре

Чакачакаре (англ. Chacachacare, Произношениео файле) — покинутый остров республики Тринидад и Тобаго. Его площадь составляет 3,642 км² и он является одним из так называемых островов Бокаса, принадлежащим к группе островов Бокас-дель-Драгон (англ. Bocas del Dragón) между Тринидадом и Венесуэлой. Чакачакаре является самым западным из группы островов Бокас, принадлежащих Тринидаду и Тобаго. Остров Патос, лежащий ещё дальше на запад, также принадлежал Тринидаду и Тобаго до 1942 года, а затем был передан Венесуэле.

## История
Первоначальное название EL Caracol (улитка) острову было Христофором Колумбом из-за его формы. В различные периоды своей истории а острове была хлопковая плантация, китобойная станция и лепрозорий.
Известный венесуэльский революционер Santiago Mariño, позднее вступивший в войска Симона Боливара и сыгравший важную роль в освобождении Венесуэлы от испанского господства, использовал Чакачакаре в качестве базы для успешного вторжению в 1813 году Венесуэлу со своей небольшой группой 45 «патриотов».
В настоящее время остров необитаем за исключением тех, кто поддерживает работу маяка на острове. Чакачакаре также регулярно используется для кемпингов и посещается прогулочными судами. Многие жители Тринидада прибывают на этот остров, а также на Monos и Huevos для отдыха и однодневных поездок.
Чакачакаре был открыт 12 августа 1498 года Христофором Колумбом в его третье плавание в Новый Свет и его небольшой флот провёл ночь в гавани Обезьян этого острова. Он назвал остров «портом кошек» из-за множества диких кошек, живших на острове. Позднее на острове появились жилища монахинь и лепрозорий. В 1942 году на Чакачакаре были построены бараки и там размещалось 1000 морских пехотинцев США. Остров был покинут в 1980-х годах, когда монахини оставили свои жилища и последний прокажённый умер там в 1984 году. С этого времени островная колония считается заброшенной.
В 1999 году в рамках фестиваля Мисс Вселенная Чакачакару посетил Дональд Трамп и высказал мысль, чтобы построить на острове казино и гостиницу, однако идея не получила развития.

## Достопримечательности
- Скала Боло — цепь скал, расположенных в юго-западной части острова. Они названы в честь раба по имени Боло, работавшего на китобойной станции острова.
- Остров Кабрисс — очень крошечный островок, расположенный недалеко от северной оконечности Чакачакары.